# Seddington
Seddington est un hameau anglais du Central Bedfordshire.
Appartenant à l'origine au Wixamtree hundred, Seddington a ensuite fait partie de la paroisse civile de Northill jusqu'en 1933, date à laquelle elle a été transférée à Sandy. Aujourd'hui, le hameau est traversé par la route A1, au sud de Beeston.